# Carl Wilhelm Correns
Carl Wilhelm Correns, född 19 maj 1893 i Tübingen, död 29 augusti 1980 i Göttingen,  var en tysk mineralog och geokemist; son till Carl Correns. 
Correns studerade från 1912 geologi och mineralogi vid universiteten i Tübingen och Münster samt promoverades 1920 till filosofie doktor i Berlin. Han deltog 1926-27 i den tyska Meteorexpeditionen i Sydatlanten. Från 1927 arbetade han först som e.o., från 1930 som ordinarie professor under upprättandet av en geologiska och mineralogiska institutet vid universitetet i Rostock. Han bearbetade där med nya metoder (bland annat röntgendiffraktion) djuphavssediment som uppsamlats under Meteorexpeditionen. Som ett erkännande av detta banbrytande arbete inrättade Göttingens universitet 1938 en ny lärostol i sedimentpetrografi åt honom. År 1942 blev han även föreståndare för mineralogisk-petrografiska institutet i Göttingen. 
Efter andra världskriget övergick Correns till geokemi och studerade med sina kollegor och studenter den geokemiska fördelningen av enskilda grundämnen, såsom fluor, klor, svavel, kol, kväve, brom, bor, titan, tenn, bly och zirkonium. Han inriktade sig på det nya forskningsområdet isotopgeokemi och grundade 1959 Zentrallabor für die Geochemie stabiler Isotope i Göttingen.
Förutom många vetenskapliga publikationer författade han två stora läroböcker, Einführung in die Mineralogie (1949, andra upplagan 1968) och tillsammans med T. Barth och P. Eskola Entstehung der Gesteine (1939). Dessutom var han utgivare av vetenskapliga tidskrifter, Geochimica et Cosmochimica Acta (för vilken han var en av grundarna) och Contributions to Mineralogy and Petrology. Han blev ledamot av svenska Vetenskapsakademien 1958.